# Cyanolyca
Cyanolyca je rod ptáků z čeledi krkavcovití (Corvidae).

## Systém
Seznam dosud žijících druhů:
- Sojka bělohrdlá - Cyanolyca mirabilis
- Sojka bělolímcová - Cyanolya viridicyanus
- Sojka černohrdlá - Cyanolyca pumilo
- Sojka černolímcová - Cyanolyca armillata
- Sojka kápová - Cyanolyca cucullata
- Sojka malá - Cyanolyca nana
- Sojka nádherná - Cyanolyca pulchra
- Sojka světlehrdlá - Cyanolyca argentigula
- Sojka tyrkysová - Cyanolyca turcosa